# Рачки, Франьо
Фра́ньо Ра́чки (хорв. Franjo Rački; 25 ноября 1828, Фужине — 13 февраля 1894, Загреб) — политический деятель Хорватии, историк, археолог, член-корреспондент петербургской Императорской Академии наук. Католический священник.

## Жизнь и творчество

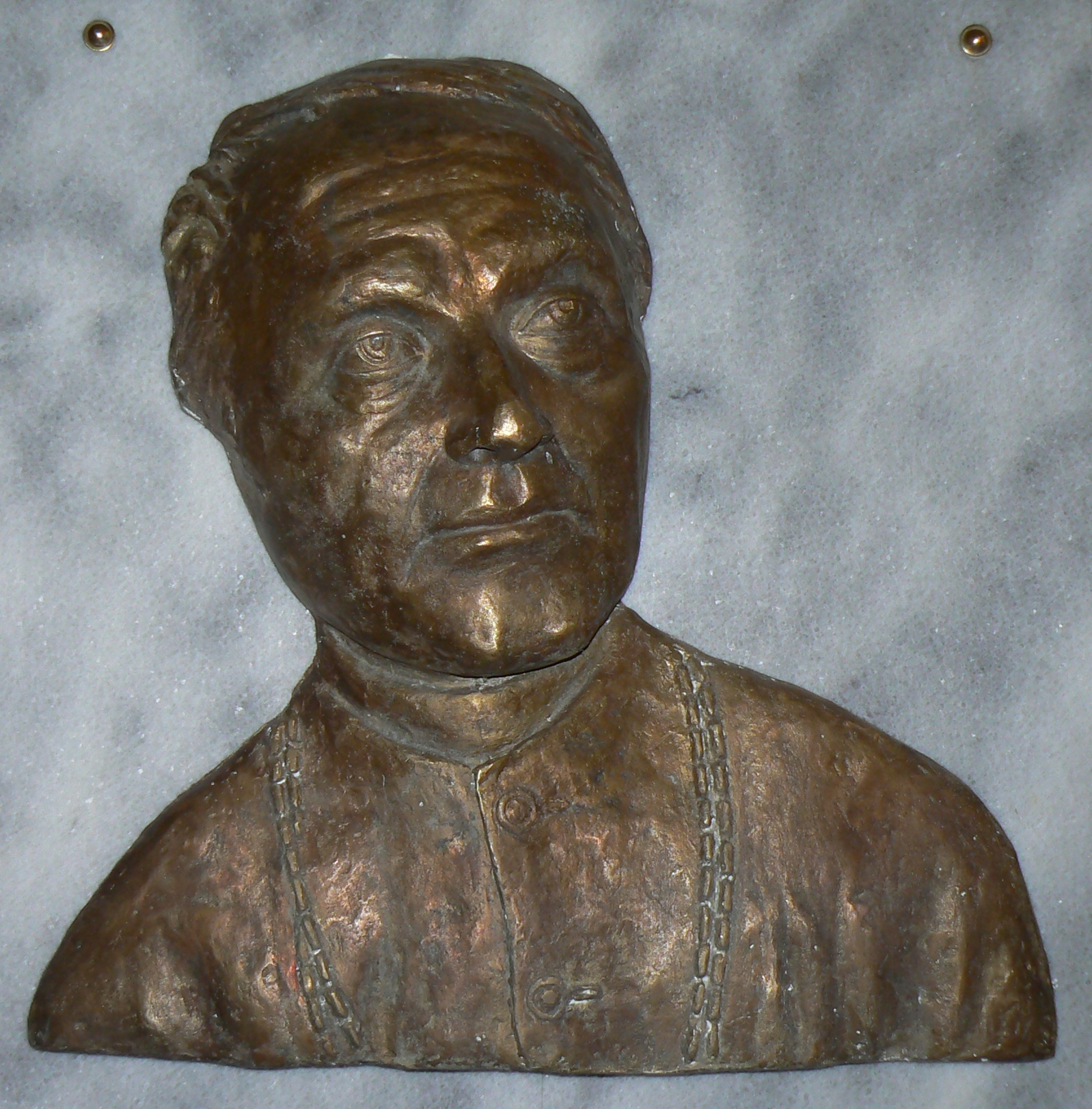
Барельеф Франьо Рачки
в Центральной библиотеке
болгарской Академии наук

Сын богатого хорватского купца. Окончил Венский университет. В 1852 году был рукоположён в священники. Затем защитил диссертацию на степень доктора богословия и занял должность профессора церковной истории и канонического права в духовной семинарии. В 1857 году был назначен канонником иллирийского капитула св. Иеронима в Риме. С 1855 года начал собирать исторические источники в Хорватии и с 1857 — в Италии. Рачки заложил основы хорватской археографии, издав большое количество документов по истории южных славян. Был организатором и президентом в 1866—1886 годах Югославянской академии наук и искусств в Загребе. В 1864 году при поддержке Йосипа Юрая Штроссмайера начал издавать первый в Хорватии научный журнал Književnik.
В 1884 году посетил Россию. Принял участие в работе археологического съезда в Одессе, побывал в Киеве, Москве, Петербурге и Варшаве, познакомился со многими деятелями политики, науки и литературы.
Работы Ф. Рачки в основном посвящены хорватскому государству в IX—XI столетиях, борьбе южных славян за независимость в XI—XV веках, истории богомильского движения, хорватскому государственному праву, русской литературе и историографии. Они характеризуются строгим отбором и критикой источников.
Как политический деятель Ф. Рачки выступал за объединение хорватских земель и самостоятельность южнославянских земель в составе Австро-Венгрии. С 1861 года он один из лидеров Народной либеральной партии, с 1880 — Независимой народной партии (Обзораши). Вёл большую публицистическую деятельность. В области церковной политики выступал за сближение Католической и Православной церквей, большую роль в богослужении национальных языков. Был поборником идеи славянской взаимности. Дружил со знаменитым русским философом Владимиром Соловьёвым.
За большой вклад в развитие славистики был избран иностранным членом-корреспондентом Императорской Академии наук (1869) и почётным членом Московского университета.

## Избранная библиография
- Viek i djelovanje sv. Kyrilla i Methoda (Zagreb, 1857—1859)
- Pismo slovjensko (Zagreb, 1861)
- Odlomci iz drzavnoga prava horvatskoga (Vienna, 1861)